# Mount Mirotvortsev
Der Mount Mirotvortsev (russisch Гора Миротворцева Gora Mirotworzewa) ist ein 2830 m hoher Berg im ostantarktischen Königin-Maud-Land. Er ragt 2,5 km nordöstlich des Mount Neustruyev in der Südlichen Petermannkette des Wohlthatmassivs auf.
Entdeckt und erstmals kartiert wurde der Berg bei der Deutschen Antarktischen Expedition 1938/39 unter der Leitung des Polarforschers Alfred Ritscher. Norwegische Kartografen nahmen anhand von Luftaufnahmen und Vermessungen der Dritten Norwegischen Antarktisexpedition (1956–1960) eine neuerliche Kartierung vor. Teilnehmer einer sowjetischen Antarktisexpedition (1960–1961) benannten ihn nach dem sowjetischen Geografen und Forschungsreisenden Klawdi Nikolajewitsch Mirotworzew (1880–1950). Das Advisory Committee on Antarctic Names übertrug diese Benennung 1970 ins Englische.